# Heodes voelschowi
Heodes voelschowi är en fjärilsart som beskrevs av Gillmer 1903. Heodes voelschowi ingår i släktet Heodes och familjen juvelvingar. Inga underarter finns listade i Catalogue of Life.